# Jos Lammertink
Jos Lammertink (Wierden, 28 de marzo de 1958 - Almelo, 24 de noviembre de 2024). Fue un ciclista holandés, profesional entre 1980 y 1989.
Paso a profesionales tras victoria en el Tour de Olympia en 1979. Sus mayores éxitos deportivos los logró en la Vuelta a España, donde conseguiría 2 victorias de etapa, y en el Campeonato de Holanda de ciclismo en ruta, prueba que se adjudicaría en la edición de 1986.

## Palmarés
| 1978 (como amateur) - 1 etapa del Tour de Olympia 1979 (como amateur) - Ronde van Midden-Nederland - Tour de Olympia, más 2 etapas 1980 - 1 etapa en la Vuelta a España - Gran Premio de Saint-Raphaël 1981 - 1 etapa en la Vuelta a España - 1 etapa en la Vuelta a Andalucía | 1982 - 1 etapa en la Vuelta a Suecia 1984 - Kuurne-Bruselas-Kuurne 1986 - Campeón de Holanda de ciclismo en ruta - 1 etapa en la Vuelta a la Comunidad Valenciana 1987 - Elfstedenronde 1988 - 1 etapa en el Tour del Mediterráneo |

## Resultados en las grandes vueltas
| Carrera         | 1980 | 1981 | 1982 | 1983 | 1984 | 1985 | 1986 | 1987  | 1988 | 1989 |
| --------------- | ---- | ---- | ---- | ---- | ---- | ---- | ---- | ----- | ---- | ---- |
| Giro de Italia  | -    | -    | -    | -    | -    | -    | -    | 127.º | -    | -    |
| Tour de Francia | -    | -    | -    | -    | -    | -    | Ab.  | -     | -    | -    |
| Vuelta a España | 60.º | Ab.  | -    | -    | -    | -    | Ab.  | -     | -    | -    |
| Mundial en Ruta | -    | -    | -    | -    | -    | -    | -    | -     | -    | -    |

-: no participa

Ab.: abandono